# Chiquitita
"Chiquitita" (nghĩa là "cô bé" trong tiếng Tây Ban Nha) là ca khúc đầu tiên trong album Voulez-Vous của ban nhạc Thuỵ Điển nổi tiếng ABBA.

## Lịch sử
"Chiquitita" có rất nhiều phiên bản trước đó: "Kålsupare", "Three Wise Guys", "Chiquitita Angelina" và "In The Arms of Rosalita". Một phiên bản được sửa lại, chịu ảnh hưởng của bài hát "El Cóndor Pasa" của Simon và Garfunkel, được thu âm tháng 12/1978 được phát hành vào tháng 1/1979.
Sau thành công của phiên bản tiếng Anh, ABBA còn thu âm "Chiquitita" bằng tiếng Tây Ban Nha dù không hề biết tiếng. Họ đã hát chỉ bằng phiên âm và ca khúc khá được ưa chuộng tại các nước Tây Ban Nha, Puerto Rico, México, Paraguay và Cộng hoà Dominicana.

## Thành tích
"Chiquitita" là một trong những bài hát thành công nhất của ABBA. Bài hát được giới thiệu trong sự kiện từ thiện Music for UNICEF Concert của UNICEF năm 1979, được phát đi toàn thế giới bởi United Nations General Assembly. Ngay sau sự kiện này, ABBA đã đóng góp một nửa tiền bản quyền của bài hát cho UNICEF. "Chiquitita" giành được vị trí số 1 tại 10 quốc gia trên toàn thế giới: Bỉ, Phần Lan, Thuỵ Sĩ, Tây Ban Nha, Ireland, Hà Lan, Nam Phi, New Zealand, México (nơi nó chiếm ngôi đầu bảng trong 32 tuần) và Zimbabwe (sau này là Rhodesia), và nằm trong tốp 5 ở quê hương của ABBA-Thuỵ Điển, Anh, Tây Đức, Na Uy và Úc, khiến nó trở thành bài hát thành công nhất trong album Voulez-Vous về mức độ phổ biến và một trong những bài hát từ thiện nổi tiếng nhất. Bất chấp thành công vang dội đó, "Chiquitita" ít được yêu thích ở Hoa Kỳ (thứ hạng #29) và Ý (thứ hạng #48).